# Howard J. Rubenstein
Howard Joseph Rubenstein (Brooklyn, Nueva York, 3 de febrero de 1932 - Manhattan, Nueva York, 29 de diciembre de 2020) fue un abogado estadounidense y experto en relaciones públicas. Rudolph Giuliani lo llamó "el decano del control de daños". Comenzó su práctica de relaciones públicas desde la cocina de sus padres y creció hasta convertirse en la organización de relaciones públicas más influyente en la ciudad de Nueva York. Sus clientes incluían a los Yankees de Nueva York, News Corporation, la Universidad de Columbia, la Filarmónica de Nueva York y la Ópera Metropolitana.

## Primeros años
Rubenstein creció en un hogar judío-estadounidense en Bensonhurst, Brooklyn, en la calle 74 cerca de Bay Parkway con una hermana mayor, June. Su madre, Ada, una inmigrante de Rusia desde los nueve años, era ama de casa, y su padre, Sam, era reportero de delitos para el Herald Tribune. Se graduó de Midwood High School en Brooklyn, y luego de la Universidad de Pensilvania Phi Beta Kappa en 1953 con una licenciatura en economía. Luego asistió a la Facultad de Derecho de Harvard, pero la abandonó a la mitad del primer semestre.
Rubenstein tomó clases nocturnas en la Facultad de Derecho de la Universidad de St. John y se graduó primero de su clase en 1959.

## Carrera
Rubenstein comenzó a escribir comunicados de prensa para un asilo de ancianos de Brooklyn, el Menorah Home and Hospital for the Aged and Infirm, después de que su padre le presentara a algunos funcionarios del hogar. Inicialmente trabajaba en la cocina de sus padres, pero luego se mudó después de que sus padres se negaran a contestar el teléfono que decía "Rubenstein Associates".
El negocio creció rápidamente; como dijo Rubenstein más tarde, "yo era el único agente de prensa demócrata en Brooklyn, así que los políticos empezaron a acudir a mí". Después de graduarse de la escuela de leyes en 1959, aceptó un trabajo como abogado asistente del Comité Judicial de la Cámara de los Estados Unidos, pero renunció después de seis meses.
Rubenstein fue el presidente y fundador de Rubenstein Associates, que ha sido descrita como la organización de relaciones públicas más influyente en la ciudad de Nueva York. Tiene dos afiliadas: Rubenstein Public Relations y Rubenstein Communications, Inc. La firma fue fundada en 1954. Sus clientes más notables incluyeron muchas de las organizaciones icónicas de Nueva York, entre ellas: los Yankees de Nueva York, News Corporation, la Universidad de Columbia, la Filarmónica de Nueva York, Rupert Murdoch desde 1976, Fred Trump y Donald Trump desde 1973, y la Ópera Metropolitana.
Rubenstein también jugó un papel decisivo en hacer del Maratón de Nueva York el más grande del mundo y una de las Grandes Maratones del Mundo.
Rubenstein fue descrito por Archie Obrien de Everything PR como "un genio de las relaciones públicas" y "la realeza de las relaciones públicas".

## Vida personal
En 1959, Rubenstein se casó con Amy Forman, cuya familia había comprado Peter Luger Steak House en 1950. Tuvieron una hija, Roni (nacida en 1961) y tres hijos, David (1962-1971), Richard (nacido en 1965) y Steven (nacido en 1969). Roni es un exfiscal de distrito. Richard trabaja para Rubenstein Public Relations y tiene a Donald Trump como uno de sus clientes. Steven dirige Rubenstein Communications. Inc. y tiene a Amazon.com como uno de sus clientes.
Rubenstein falleció en su casa en Manhattan el 29 de diciembre de 2020, a los ochenta y ocho años.